# Jeon Dae-je
Jeon Dae-je (kor. 전 대제; ur. 5 sierpnia 1965) – południowokoreański zapaśnik w stylu klasycznym. Olimpijczyk z Los Angeles 1984, gdzie zajął szóste miejsce w kategorii 48 kg.
Szósty zawodnik mistrzostw świata w 1985 roku.